# Энсли (Флорида)
Энсли (англ. Ensley) — статистически обособленная местность, расположенная в округе Эскамбия (штат Флорида, США) с населением в 18 752 человека по статистическим данным переписи 2000 года.

## География
По данным Бюро переписи населения США статистически обособленная местность Энсли имеет общую площадь в 31,86 квадратных километров, водных ресурсов в черте населённого пункта не имеется.
Статистически обособленная местность Энсли расположена на высоте 40 м над уровнем моря.

## Демография
| Год переписи        | Нас.  |  | %±    |
| ------------------- | ----- |  | ----- |
| 1980                | 14422 |  | —     |
| 1990                | 16362 |  | 13,5% |
| 2000                | 18752 |  | 14,6% |
| 1980–2000 Источник: |       |  |       |

По данным переписи населения 2000 года в Энсли проживало 18 752 человека, 5039 семей, насчитывалось 7533 домашних хозяйств и 8153 жилых дома. Средняя плотность населения составляла около 588,58 человека на один квадратный километр. Расовый состав населённого пункта распределился следующим образом: 66,90 % белых, 28,44 % — чёрных или афроамериканцев, 0,92 % — коренных американцев, 1,15 % — азиатов, 0,05 % — выходцев с тихоокеанских островов, 1,90 % — представителей смешанных рас, 0,64 % — других народностей. Испаноговорящие составили 2,08 % от всех жителей статистически обособленной местности.
Из 7533 домашних хозяйств в 29,9 % воспитывали детей в возрасте до 18 лет, 45,9 % представляли собой совместно проживающие супружеские пары, в 16,5 % семей женщины проживали без мужей, 33,1 % не имели семей. 26,4 % от общего числа семей на момент переписи жили самостоятельно, при этом 8,7 % составили одинокие пожилые люди в возрасте 65 лет и старше. Средний размер домашнего хозяйства составил 2,48 человек, а средний размер семьи — 3,00 человек.
Население статистически обособленной местности по возрастному диапазону по данным переписи 2000 года распределилось следующим образом: 25,2 % — жители младше 18 лет, 9,9 % — между 18 и 24 годами, 29,9 % — от 25 до 44 лет, 22,7 % — от 45 до 64 лет и 12,3 % — в возрасте 65 лет и старше. Средний возраст жителей составил 36 лет. На каждые 100 женщин в Энсли приходилось 91,5 мужчин, при этом на каждые сто женщин 18 лет и старше приходилось 88,3 мужчин также старше 18 лет.
Средний доход на одно домашнее хозяйство статистически обособленной местности составил 30 632 доллара США, а средний доход на одну семью — 37 607 долларов. При этом мужчины имели средний доход в 30 056 долларов США в год против 20 667 долларов среднегодового дохода у женщин. Доход на душу населения статистически обособленной местности составил 30 632 доллара в год. 12,0 % от всего числа семей в населённом пункте и 15,7 % от всей численности населения находилось на момент переписи населения за чертой бедности, при этом 23,3 % из них были моложе 18 лет и 9,2 % — в возрасте 65 лет и старше.